# Štábní kapitán

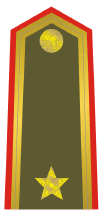
Hodnostní označení Štábní kapitán Čs. Armády

Štábní kapitán je vojenská hodnost, která neodpovídá Hodnostnímu kódování NATO.
V Československé armádě byla nejbližší nižší hodností kapitán a nejbližší vyšší major. Kromě armády byla tato hodnost používána i u dalších hierarchicky organizovaných složek, například Sboru uniformované stráže bezpečnosti, nebo četnictva. Armádní označení je jedna zlatá pěticípá hvězda se zlatým olemováním výložky. Ve Sboru uniformované stráže bezpečnosti to byla od roku 1938 čtvrtá nejvyšší hodnost.
Štábní kapitán byl řazen mezi vyšší důstojníky (spolu s plukovníkem, podplukovníkem a majorem), zatímco kapitán byl řazen mezi nižší důstojníky (obdobně jako nadporučík, poručík a podporučík).
Štábní = vyšší[zdroj⁠?!]

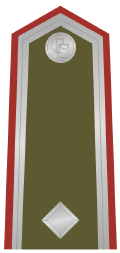
Hodnostní označení Štábní kapitán Čs. Armády (1920–1930)
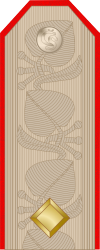
Hodnostní označení Štábní kapitán Čs. Četnictva (1925–1930) - slavnostní uniforma
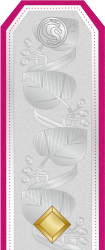
Hodnostní označení Štábní kapitán Čs.Armády (1926–1930) - slavnostní uniforma
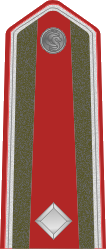
Hodnostní označení Štábní kapitán Čs. Četnictva (1921–1930)
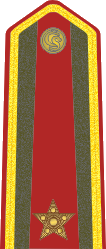
Hodnostní označení Štábní kapitán Čs.Četnictva (1931–1939)
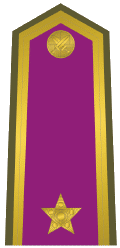
Hodnostní označení Štábní kapitán Čs. Vězeňské služby (1948–1950)
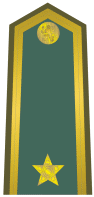
Hodnostní označení Štábní kapitán Čs.Finanční stráže (1945–1948)
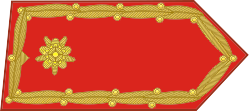
Hodnostní označení Štábní kapitán Čs. Sboru uniformované stráže bezpečnosti (1931–1939)